# Reclamaciones territoriales en la Antártida

Estaciones de investigaciones y reclamaciones territoriales en la Antártida (2003)

Existen siete países que mantienen reclamaciones territoriales sobre partes de la Antártida. Estos países sitúan sus instalaciones de observación y estudio científico dentro del territorio que reclaman. Fuera de los reconocimientos mutuos que algunos de esos países se han realizado entre sí, ningún otro país reconoce las reclamaciones antárticas. De los siete países soberanos, cuatro son del hemisferio sur (Argentina, Australia, Chile y Nueva Zelanda), mientras que el resto son países europeos (Francia, Noruega y Reino Unido).
El artículo IV del Tratado Antártico, que se refiere a la cuestión de las reclamaciones territoriales, especifica que las reclamaciones anteriormente presentadas no son afectadas por el tratado, que no las legitima ni invalida.

## Tratado de la Antártida

Emblema del Tratado Antártico adoptado en 2002

Reclamaciones territoriales de la Antártida de acuerdo con el Tratado de la Antártida
Argentina
Australia
Chile
Francia
Noruega
Nueva Zelanda
Reino Unido

El Tratado de la Antártida y los acuerdos relacionados, colectivamente llamados Sistema del Tratado Antártico, regulan las relaciones internacionales con respecto a la Antártida, el único continente de la Tierra sin una población humana nativa. Hasta 2014 el tratado ha sido firmado por 48 países. El tratado sitúa a la Antártida como reserva científica, estableciendo libertad de investigación científica y prohibiendo la actividad militar en el continente. Fue el primer acuerdo de control de armas establecido durante la Guerra Fría. La Unión Soviética y los Estados Unidos introdujeron reservas contra la restricción a nuevas reclamaciones y los Estados Unidos y Rusia afirman su derecho a realizar reclamaciones territoriales si otros países hacen valer las suyas. 
El Tratado de la Antártida establece que la firma del tratado:
- No constituye una renuncia a cualquier reclamación territorial previa.
- No afecta a la base de las reclamaciones como resultado de las actividades del país firmante en la Antártida.
- No afecta a los derechos del estado bajo la ley internacional a reconocer (o negarse a reconocer) cualquier otra reclamación territorial.

El Tratado afecta a las nuevas reclamaciones posteriores:
- Ninguna actividad a partir de 1961 puede usarse como argumento para una reclamación territorial.
- No puede realizarse ninguna nueva reclamación territorial.
- No se puede extender ninguna de las reclamaciones territoriales existentes.

Argentina y Australia han realizado reclamaciones al lecho y subsuelo marino adyacente a sus reclamaciones antárticas.

## Congelamiento de las disputas de soberanía territorial
Con la firma del tratado las disputas territoriales de soberanía en la Antártida han perdido todo potencial peligro de generar incidentes o conflictos armados. El compromiso de los signatarios de no realizar en la Antártida ninguna actividad de carácter militar con fines que no sean los de cooperar con la investigación científica, así como el espíritu del tratado respecto al diálogo y la cooperación, han generado lo que frecuentemente se designa como congelamiento de los litigios antárticos. La necesaria unanimidad para modificar el tratado garantiza a los estados reclamantes que podrán conservar todos sus derechos por tiempo indefinido sin que ningún otro estado los menoscabe, mientras que los estados no reclamantes tienen garantizado el ejercicio de sus derechos sin que la Antártida sea repartida mientras dure el tratado.
El tratado no suspende ni congela las reclamaciones de soberanía territorial en la Antártida, mantiene el statu quo existente al momento de su firma preservando las posiciones de todas las partes. Los estados reclamantes pueden continuar negociando entre sí sus diferencias territoriales, pero no pueden ampliarlas ni se aceptará una nueva mientras se halle vigente el artículo que lo prohíbe.
El tratado permite que los estados reclamantes preserven sus títulos de soberanía y ejerzan ésta, con las limitaciones que su firma impuso, en todos los aspectos que el tratado no regula expresamente, aunque otros estados no las reconozcan, es por eso que países como Argentina y Chile consideran a sus reclamaciones territoriales en la Antártida como partes soberanas integrales de sus respectivos territorios. Si bien el tratado menciona las reclamaciones de soberanía territorial previamente hechas valer, no las reconoce como válidas ni las desestima.
Antes de 1961, siete países soberanos realizaron ocho reclamaciones territoriales en la Antártida más allá del paralelo 60. Estas reclamaciones han sido reconocidas solo por los países que las han hecho, algunos de los cuales entre sí. Todos los territorios reclamados son sectores, con la excepción de la isla de Pedro I, cuyos límites están definidos por grados de longitud geográfica. En términos de latitud el límite norte de todos los sectores es el paralelo 60° S que no atraviesa ningún territorio terrestre, continente ni isla, y que también es el límite norte establecido por el Tratado de la Antártida. El límite austral de todos los sectores, salvo el noruego, es el Polo Sur. Según su reclamación original de 1939, el sector noruego no especificó un límite norte ni sur, así que su territorio solo está definido por sus límites al este y al oeste. Se lo ha considerado generalmente como una reclamación costera. El gobierno de Noruega estableció en 2003 que el límite norte del sector noruego se extiende hasta 12 km de la costa del sector. En ninguno de esos territorios existe una población indígena. Las islas Orcadas del Sur se encuentran dentro del territorio reclamado por Argentina y el Reino Unido, y las islas Shetland del Sur se encuentran dentro de los territorios reclamados por Argentina, Chile y el Reino Unido. Australia, Francia, Nueva Zelanda, Noruega y el Reino Unido reconocen mutuamente sus reclamaciones. Argentina y Chile ha reconocido sus reclamaciones mutuas en las áreas que cada uno de esos países no reclama. Antes de 1962, el Territorio Británico de la Antártida era una dependencia de las islas Malvinas y también incluía las islas Georgias del Sur y de Sandwich del Sur. Los territorios de la Antártida se convirtieron en un territorio británico de ultramar tras la ratificación del Tratado de la Antártida. Las islas de Georgia del Sur y de Sandwich del Sur siguieron siendo una dependencia de las Islas Malvinas hasta 1985, cuando también pasaron a ser territorios separados de ultramar.
En 1956 surgió la teoría de la defrontación, propuesta por geopolíticos brasileños para delimitar territorios utilizando los meridianos geográficos, que proporcionaría territorios a Brasil, Ecuador, Perú y Uruguay. En general, las reclamaciones territoriales realizadas más allá del paralelo 60 no han sido reconocidas por otros países. Sin embargo, a menudo aparecen en los mapas de la Antártida —aunque esto no significa un reconocimiento de iure—.
En 1967 la Asamblea Nacional Constituyente del Ecuador realizó una declaración de soberanía sobre un sector de la Antártida. Cuando ese país adhirió al Tratado Antártico en 1987 ratificó esa declaración y efectuó reserva de sus derechos de soberanía.

### Reclamaciones oficiales
| Territorio                                                   | Territorio                                                           | Reclamante    | Fecha | Límites de la reclamación           | Límites de la reclamación           | Límites de la reclamación          |
| ------------------------------------------------------------ | -------------------------------------------------------------------- | ------------- | ----- | ----------------------------------- | ----------------------------------- | ---------------------------------- |
| Bandera de la Provincia de Tierra del Fuego                  | Antártida Argentina (Departamento Antártida Argentina)               | Argentina     | 1946  |                                     | 74° O - 25° O                       | 74° O - 25° O                      |
| Bandera de la Provincia de Tierra del Fuego                  | (Provincia de Tierra del Fuego, Antártida e Islas del Atlántico Sur) | Argentina     | 1946  | polo sur - 60° S                    | polo sur - 60° S                    |                                    |
| Bandera de Australia                                         | Territorio Antártico Australiano                                     | Australia     | 1933  |                                     | 45° E - 136° E y 142° E - 160° E    |                                    |
| Bandera de Australia                                         | (Territorio externo de Australia)                                    | Australia     | 1933  | polo sur - 60° S                    |                                     |                                    |
| Bandera de la Región de Magallanes y de la Antártica Chilena | Territorio Chileno Antártico (Comuna Antártica)                      | Chile         | 1940  |                                     | 53° O - 90° O                       | 53° O - 90° O                      |
| Bandera de la Región de Magallanes y de la Antártica Chilena | (Comuna de la Provincia Antártica Chilena)                           | Chile         | 1940  | polo sur - límite norte no definido | polo sur - límite norte no definido |                                    |
| Bandera de Tierras Australes y Antárticas Francesas          | Tierra Adelia                                                        | Francia       | 1924  |                                     | 136° E - 142° E                     | 136° E - 142° E                    |
| Bandera de Tierras Australes y Antárticas Francesas          | (Distrito de las Tierras Australes y Antárticas Francesas)           | Francia       | 1924  | polo sur - 60° S                    | polo sur - 60° S                    |                                    |
| Bandera de Noruega                                           | Isla Pedro I                                                         | Noruega       | 1929  |                                     | 68°50′S 90°35′O / -68.833, -90.583  | 68°50′S 90°35′O / -68.833, -90.583 |
| Bandera de Noruega                                           | (Dependencia de Noruega)                                             | Noruega       | 1929  |                                     |                                     |                                    |
| Bandera de Noruega                                           | Tierra de la Reina Maud                                              | Noruega       | 1939  |                                     | 20° O - 45° E                       | 20° O - 45° E                      |
| Bandera de Noruega                                           | (Dependencia de Noruega)                                             | Noruega       | 1939  | costa, límite sur no especificado   | costa, límite sur no especificado   |                                    |
| Bandera de la Dependencia Ross                               | Dependencia Ross                                                     | Nueva Zelanda | 1923  |                                     | 160° E - 150° O                     | 160° E - 150° O                    |
| Bandera de la Dependencia Ross                               | (Dependencia de Nueva Zelanda)                                       | Nueva Zelanda | 1923  | polo sur - 60° S                    | polo sur - 60° S                    |                                    |
| Bandera del Territorio Antártico Británico                   | Territorio Antártico Británico                                       | Reino Unido   | 1908  |                                     | 20° O - 80° O                       | 20° O - 80° O                      |
| Bandera del Territorio Antártico Británico                   | (Territorio británico de ultramar)                                   | Reino Unido   | 1908  | polo sur - 60° S                    | polo sur - 60° S                    |                                    |

### Territorio antártico sin reclamar
| Territorio       | Territorio                       | Límites | Límites        |
| ---------------- | -------------------------------- | ------- | -------------- |
|                  | Parte de la Tierra de Marie Byrd |         | 90° O - 150° O |
| polo sur - 70° S | Parte de la Tierra de Marie Byrd |         |                |